# Piloro
Il piloro (dal greco πυλωρός, pyloros, "guardiano della porta") è un organo appartenente all'apparato digerente, situato nella parte inferiore dello stomaco.

## Descrizione
Il piloro è circondato da un anello muscolare, lo sfintere pilorico, ed è caratterizzato da una disposizione a valvola della mucosa che ne ricopre la parete interna. Al termine della digestione gastrica, il piloro si apre per permettere il deflusso del chimo nel duodeno. I movimenti di apertura e chiusura sono regolati da fattori umorali e nervosi.
La valvola pilorica non consente il reflusso del materiale duodenale nella cavità gastrica (tranne in caso di patologie particolari).
Si trova a livello della I vertebra lombare, quando il corpo è in posizione supina e lo stomaco è vuoto.
La pilorotomia extramucosa è stata introdotta da Pierre Fredet, come trattamento delle forme gravi di piloro spasmo del lattante